# Samuel Jones (Komponist)
Samuel Jones (* 2. Juni 1935 in Inverness/Mississippi) ist ein US-amerikanischer Komponist, Dirigent und Musikpädagoge.

## Leben
Jones war an der Eastman School of Music Kompositionsschüler von Howard Hanson, Bernard Rogers und Wayne Barlow und studierte Dirigieren bei Richard Lert und William Steinberg. Nachdem er mehrere kleinere Orchester geleitet hatte, wurde er Dirigent des Rochester Symphony Orchestra. Als Gastdirigent trat er u. a. mit dem Detroit Symphony Orchestra, dem Houston Symphony Orchestra, dem Pittsburgh Symphony Orchestra, dem Buffalo Philharmonic Orchestra, den Prager Symphonikern und dem Isländischen Symphonieorchester auf.
Er gründete in Michigan das Alma Symphony Orchestra des Alma College und das Delta College Summer Festival of Music. 1974 gründete er die Shepherd School of Music der Rice University. Er leitete sie sechs Jahre lang als Dekan und unterrichtete hier bis zu seiner Emeritierung 1997 als Professor für Komposition und Orchesterleitung. Daneben gab er Meisterklassen für Dirigenten und war 1987-88 Präsident der Conductors Guild.
Jones komponierte drei Sinfonien und weitere Orchesterwerke, eine Oper, ein Oratorium, kammermusikalische und Solowerke.

## Werke
- In Retrospect für Kammerorchester, 1959
- Symphony No. 1, 1959–60
- Piano Sonata, 1961–62
- Elegy for String Orchestra, 1963
- Festival Fanfare, 1964
- Overture for a City, 1964
- A Christmas Memory, Oper, 1966
- Let Us Now Praise Famous Men, 1972
- Fanfare and Celebration, 1980
- A Symphonic Requiem (Variations on a Theme of Howard Hanson), 1983
- Listen Now, My Children für Orchester, 1985
- The Trumpet of the Swan, 1985
- Two Movements for Harpsichord, 1989
- Canticles of Time (Symphony No. 2) für Chor und Orchester, 1990
- Symphony No. 3 (Palo Duro Canyon), 1992
- The Seas of God, Fanfare-Overture for Chorus and Orchestra, 1992
- Eudora’s Fable: The Shoe Bird, A musical telling of Eudora Welty’s fanciful story, 1995
- The Temptation of Jesus, Oratorium, 1995
- Sonata for Cello and Piano, 1996
- Janus Suite for Chamber Orchestra, 1998
- Roundings, sinfonische Suite, 2000
  - Hymn to the Earth
  - Machines
  - The Open Range
- Aurum Aurorae für Orchester und Orgel, 2001
- Chorale-Overture for Organ and Orchestra 2003

## Einzelnachweis
1. ↑  Joanna R. Smolko: Jones, Samuel. In: Grove Music Online (englisch; Abonnement erforderlich).

| Personendaten    | Personendaten                                           |
| ---------------- | ------------------------------------------------------- |
| NAME             | Jones, Samuel                                           |
| KURZBESCHREIBUNG | US-amerikanischer Komponist, Dirigent und Musikpädagoge |
| GEBURTSDATUM     | 2. Juni 1935                                            |
| GEBURTSORT       | Inverness, Mississippi                                  |